# Óz, a hatalmas
Az Óz, a hatalmas (eredeti cím: Oz, the Great and Powerful) egy 2013-ban bemutatott amerikai fantasztikus-kalandfilm. A film L. Frank Baum Oz, a nagy varázsló című világhírű regénye alapján készült, továbbá egy előzmény az 1939-es Óz, a csodák csodája című film történéseinek. A film visszanyúl a kezdetekhez és bemutatja, hogyan lett Ózból, a pitiáner kis cirkuszi bűvészből a mindenki által ismert és tisztelt nagyhatalmú varázsló.
A filmet Sam Raimi, a Pókember trilógia rendezője jegyzi, a forgatókönyvet pedig Mitchell Kapner és David Lindsay-Abaire. A főszerepben James Franco látható, aki magát Ózt kelti életre. További szereplők Mila Kunis mint a gonosz keleti boszorkány, Rachel Weisz mint a gonosz nyugati boszorkány, és Michelle Williams, mint az északi jó boszorkány. 
A Walt Disney Pictures forgalmazza, a bemutatója 2013. március 13-án volt.
Annak ellenére, hogy a film vegyes kritikákat kapott, a bevétele sikeresen zárult. A bruttósított bevétele világszerte több mint 493 millió dollár, ebből 234 millió dollár Kanadából és az Egyesült Államokból.

## Cselekmény
|  | Alább a cselekmény részletei következnek! |

1905-ben, Kansasben Oscar "Oz" Diggs egy pitiáner kis bűvész egy vándorcirkuszban, szélhámos, valamint nagy nőcsábász. Miután felsül egyik nagy mutatványában, csalódást okoz egy beteg kislánynak, és megtudja, hogy egyetlen igaz szerelme hozzámegy egy másik férfihoz, úgy érzi, ennél rosszabb már nem lehet. Csakhogy ekkor egy tornádó magába szippantja őt, miután egy hőlégballonnal távozik a cirkuszból. Oscar kétségbeesetten imádkozik, hogy nem akar meghalni, és ha élve megússza ezt a kalandot, megígéri, hogy mostantól jó ember lesz. A tornádócsőben kavarogva eszméletét veszti, s mikor magához tér, egy különös, ismeretlen helyen találja magát: Óz birodalmában.
Oscar hőlégballonja lezuhan egy folyó közepén. Itt hősünk találkozik Theodórával, egy fiatal és gyönyörű boszorkánnyal, aki abban hisz, hogy egy megjövendölt varázsló elpusztítja a gonosz boszorkányt, aki megölte Óz királyát. Szerinte Oscar a várva várt nagy varázsló, és azért jött, hogy békét és boldogságot hozzon a birodalomba, így elvezeti őt Smaragdvárosba. Az út során Oscar elcsábítja Theodórát, ahogy a legtöbb nőt szokta, s az ifjú boszorkány halálosan beleszeret Oscarba. Smaragdvárosban találkoznak Theodora nővérével, a szintén szépséges Evanórával, aki elmagyarázza Oscarnak, hogy a gonosz boszorkány a sötét erdő mélyén lakik, és csak úgy lehet megölni, ha a saját varázspálcáját ellene fordítják. Ha Oscar sikerrel jár, ő lehet Óz új uralkodója, s minden képzeletet felülmúló gazdagság vár reá.
Oscar tehát útnak indul a sötét erdőbe, hogy legyőzze a gonosz boszorkányt. Útja során melléje szegődik egy Finley nevezetű repülő majom, ami elkötelezi magát Oscar mellett, miután megmentette őt egy oroszlántól. Eljutnak egy lepusztult porcelánvárosba, amit a gonosz boszorka seregei romboltak szét. Itt Oscar meggyógyít egy árván maradt kínai kislányt, egy élő porcelánbabát, akinek megragasztja eltört lábait. Immár ő is csatlakozik hozzájuk. A kis csapat eljut a sötét erdőbe, ahol szembekerülnek a "Gonosz boszorkánnyal", Glindával. Ő elmondja, hogy ő Óz hajdani királyának lánya, akit Evanora ölt meg, és, hogy Evanora az igazi gonosz boszorkány. Mindezt Evanora végignézi kristálygömbjén át, és repülő majomseregeit küldi Oscar és Glinda ellen, hogy végezzenek velük, ám ők szerencsésen megmenekülnek.
Theodora a kristálygömbben látja, hogy Oscar együtt van Glindával, amitől igencsak elszomorodik. Evanora elhiteti vele, hogy Oscar mindvégig csak játszott vele, sosem szerette őt igazán. Felajánlja, hogy egy varázslat segítségével segít neki örökre elfelejteni Oscart, és egy mágikus almát nyújt át neki. Ám galádul becsapja a húgát; amint Theodora beleharap az almába, elveszti minden szépségét, és kedvességét, a szíve megkeményszik, a bőre bezöldül és megcsúnyul. A gonosszá vált Theodora bosszút esküszik Oscar ellen, amiért megbántotta őt.
Smaragdvárosban megrettenti a lakókat, azzal fenyegetve, hogy ő és Evanora lecsapnak a városra félelmetes seregükkel, hacsak a nagy varázsló nem áll ki ellenük. Oscar elbizonytalanodik, és menekülőre fogná a dolgot, noha Glinda biztosítja őt, hogy le tudja győzni a boszorkányokat, mert ha nem is igazi varázsló, de ennek ellenére tehetséges, és nagy tudás lakozik benne. Oscar ezen felbátorodva, és felidézve magában nagy hőse (Thomas Alva Edison) munkásságait, elhatározza, hogy azt fogja tenni, amihez a legjobban ért: a szemfényvesztéshez. Smaragdváros polgárainak segítségével megszervezi eddigi legnagyobb bűvésztrükkjét.
Elérkezik a nagy csata napja, Evanora és Theodora a város ellen uszítják félelmetes repülő majomseregüket, megrettentve ezzel a városlakókat. A harc során Glinda is fogságba esik, akivel Evanora egyszer s mindenkorra végezni akar. Oscar látszólag el akar menekülni egy hőlégballonnal, amit a boszorkányok észrevesznek, és felgyújtják, így mindenki halottnak hiszi őt. Ám Oscar nem tartózkodott a ballonban, hiszen ez csak a trükkjének egy része. Később "varázslatos módon" megjelenik egy füstfelhőben (amire valójában egy kivetítő sugározza ki az arcát), és némi tűzijáték segítségével teljesen ámulatba ejti Óz népét, ezáltal mindenkivel elhitetve, hogy ő a hatalmas, nagy varázsló. Mivel a boszorkányok képtelenek átlátni Oscar trükkjein, vagy harcolni az ellen, így visszavonulót fújnak. Oscar bocsánatát fejezi ki Theodórának, amiért megbántotta őt, és elmondja, hogy mindig szívesen látják őt Ózban, de Theodora nem hallgat rá, és örök bosszút esküszik a varázsló ellen. Evanora ezalatt végzetes varázspárbajt vív Glindával, melyből utóbbi kerül ki győztesen; összetöri Evanora varázserejű nyakláncát, amitől ő elveszti szépségét, fiatalságát, és minden hatalmát. Glinda örökre száműzi őt Ózból, de Evanora megesküszik, hogy egyszer még visszatér, majd majomserege szárnyain elrepül.
A boszorkányok legyőzésével Ózban béke köszönt be, Oscarból pedig az a nagy varázsló válik, akire mindenki számít. Noha nincs varázsereje, a maga módján képes segíteni és védelmezni a népét. Köszönetet mond a barátainak, amiért hittek benne, és egyenként megajándékozza őket, ezzel mindenki legnagyobb álmait váltja valóra.
|  | Itt a vége a cselekmény részletezésének! |

## Szereplők
- James Franco, mint  Oscar "Oz" Diggs (magyar hangja Fekete Ernő): Egy szoknyapecér színpadi bűvész egy vándorcirkuszban, Közép-Nyugaton. A porlepte Kansasből sietve távozik a varázslatos Óz birodalmába, ahol mindenki őt tartja a várva várt hatalmas varázslónak, aki legyőzi a gonoszt és Óz népének megmentő hősévé válik.
- Mila Kunis, mint Theodora (magyar hangja Pikali Gerda): Egy gyönyörű, kedves, ám roppant naiv boszorkány, aki úgy véli, hogy csak a nagy varázsló győzheti le a látszólag gonosz Glindát a sötét erdőben, és hozhat békét a birodalomba. Ám mikor nagy csalódás éri őt, Theodorában felszabadulnak gonosz és kegyetlen indulatai, melyek mindenki számára nagy veszélyt jelentenek.
- Rachel Weisz, mint Evanora (magyar hangja Hámori Eszter): Smaragdváros védelmezője, és az egykori király tanácsadója, Theodora nővére. Bár kedves és elragadó hölgynek tűnik, Evanora valójában kegyetlen és hataloméhes, képes bármit megtenni célja, Óz uralmának megszerzésében.
- Michelle Williams, mint Glinda (magyar hangja Roatis Andrea): Óz néhai királyának lánya, akiről úgy vélik, hogy ő a gonosz boszorkány, akitől rettegésben van a föld. Valójában Glinda a jó boszorkány északon, aki hűségesen védelmezi Smaragdváros népét, és rendíthetetlenül bízik a varázsló eljövetelében. Williams játssza egyben Annie-t, Oscar szerelmét Kansasből, aki az eredeti filmben Dorothy Gale anyja.[1]
- Zach Braff, mint Finley, a repülő majom (magyar hangja Szatory Dávid): Egy szárnyas majom, aki felajánlja magát Oscar szolgálatába, mivel megmentette egy oroszlántól és úgy véli, hogy ő a megjövendölt nagy varázsló. Zach Braff játssza egyben Frank-et, Oscar asszisztensét Kansasből.
- Joey King, mint A kínai kislány (magyar hangja Gay Ágota): Egy fiatal, élő porcelánbaba, amit Kínában készítettek. Miután elveszíti a családját, Oscar és kis csapata mellé szegődik, és igencsak nagy tisztelettel néz fel a nagy varázslóra. Joey King játssza egyben a Kerekesszékes kislányt, aki arra kéri Oscart , hogy gyógyítsa meg a törött lábát.
- Bill Cobbs, mint A bádogosmester (magyar hangja Papp János): A bádogmunkások és az ezermesterek vezetője, akik Glinda szolgálatában állnak.
- Tony Cox, mint Pukk (magyar hangja Szacsvay László): Smaragdváros hírvivője, aki titokban Glindával szövetkezik.
- Abigail Spencer, mint May (magyar hangja Sallai Nóra): Oscar egyik asszisztense Kansas városából.

Stephen Fry és Bruce Campbell játsszák Smaragdváros őrségének néhány tagját. Tim Holmes játssza a cirkuszi erőembert, illetve a rendező Sam Raimi is feltűnik egy kisebb szerepben, Smaragdváros egyik polgáraként.

## Produkció

### Disney és az Óz
Az Óz történetét már maga Walt Disney szerette volna megfilmesíteni. 1937-ben vetődött fel benne az ötlet, a Hófehérke és a hét törpe sikereit követően. Rajzfilmnek készült, és az eredeti Óz könyvek történetét tárta volna fel, vagyis, hogy a kis Dorothy miként kerül Óz birodalmába. Disney-nek 1957-ben sikerült megszereznie a filmjogokat, L. Frank Baum-tól. Noha Baum elmondása szerint nem volt megelégedve az 1937-es Óz, a csodák csodája című filmfeldolgozással, de úgy gondolta, tesz még egy próbát Disney-vel a könyve megfilmesítésében. Egy élőszereplős filmben állapodtak meg, ami Rainbow Road to Oz munkacímen futott, de végül ismeretlen okok miatt sosem fejezték be. Amikor Walt Disney meghalt, a stúdió nem foglalkozott az Ózzal, hiszen bár a filmjogok megvoltak, nem volt semmi a kezükben, hogy a könyvet filmre vigyék, így az Óz Disney azon munkásságai közé került, melyet sosem tudott befejezni.

### A film születése
Az elkészítés legelőször 2005-ben merült fel újra a Disney-nél, amikor Mitchel Kapner felvetette az ötletet: "Vajon mi lenne, ha megismernénk az Óz, a csodák csodája előzményeit? Hiszen Ózban azelőtt is volt élet, mielőtt Dorothy megérkezett! Mi lenne, ha a film magáról a címszereplőről szólna?" A Disney vezetőségének tetszett az ötlet, ezért hosszabb távon is elkezdtek gondolkodni a dolgon. Tetszett nekik, hogy a főszereplő férfi legyen, mivel a női szerepeket sokkal nehezebb középpontba állítani. A forgatókönyv első kész változatát Kapner írta meg, és megállapodást kötött Joe Roth-tal, aki vállalta a film költségeinek finanszírozását. A stúdió ugyan jó néhány hónapig rágta át magát Kapner forgatókönyvén, finomított és csiszolt rajta, de 2009-ben megadták az engedélyt az elkészítésére. Az Óz, a hatalmas immár hivatalos volt, és rövid időn belül megkezdődtek a munkálatai.

### A film előkészületei
2010 áprilisában szerződtette le a Disney Sam Raimi-t a film rendezőjének, aki Sam Mendes és Adam Shankman-nel együtt esélyes volt a rendezői székre. A film főszereplőjének a Disney konkrét elképzeléssel Robert Downey Jr.-t akarta. Azonban, mikor Sam Raimi felkereste a színészt, nem találta őt alkalmasnak Óz szerepére. A rendező választása Johnny Depp-re esett, akinek A Karib-tenger kalózai és az Alice Csodaországban filmekben nyújtott alakítása nyerte el a tetszését.  Bár Depp szívesen elvállalta volna a szerepet, épp akkoriban szerződött le egy másik Disney film, A magányos lovas főszerepére, így visszautasította az ajánlatot. James Franco kapta meg végül a szerepet öt hónappal a film forgatásának megkezdése előtt, akivel a rendező korábban a Pókember trilógiában dolgozott együtt. A színész elmondása szerint nagyrészt Lance Burton mágusról mintázta Oscar karakterét.

### A film forgatása
A film forgatása 2011. július 25.-én kezdődött meg, a michigani Motion Picture Studios műtermeiben. A film nagy része zöld háttér előtt volt forgatva, amire később CGI technikával vitték fel a látványt. Robert Stromberg volt a film látványtervezője, aki korábban az Avatar és az Alice Csodaországban filmeknek volt a látványtervezője. Bár Óz világa erős hasonlóságot mutat Csodaországéval, Strombergnek mégis egészen más fantáziát kellett megelevenítenie a filmen. A látványtervező olyan ismert Disney rajzfilmekből vett anyagokat Óz látványához, mint a Bambi, a Pinokkió, a Hamupipőke, vagy a Hófehérke és a hét törpe. Elmondása szerint rengeteget járt Disneylandben és számos látványt emelt át onnan a filmhez. Nagyrészt így alkotta meg Smaragdvárost is. Nemcsak azt akarta, hogy valóságos látvány legyen, hanem egyben hűen tükrözze Óz birodalmát, amilyen L. Frank Baum eredeti műveiben is szerepel.

## Díjak, jelölések
- 2014 – Golden Globe-díj jelölés – a Legjobb Film – Sam Raimi
- 2014 – Kids' Choice Awards – a Legjobb Film – Sam Raimi
- 2014 – Kids' Choice Awards – a Legjobb Színésznő – Mila Kunis
- 2014 – MTV Movie Awards jelölés – a Legjobb Színésznő – Mila Kunis
- 2014 – Satellite Award jelölés – Legjobb Látvány – Robert Stromberg
- 2014 – Satellite Award jelölés – Legjobb Vizuális Effektek – Scott Stokdyk
- 2014 – Satellite Award jelölés – Legjobb Jelmez – Gary Jones
- 2014 – Young Artist Award jelölés – Legjobb Színész  – James Franco
- 2014 – Young Artist Award jelölés – Legjobb Színésznő – Rachel Weisz
- 2014 – Young Artist Award jelölés – Legjobb Színésznő – Michelle Williams